# Laakkonen (ö i Lappland)
Laakkonen är en ö i Finland. Den ligger i sjön Yli-Kitka och i kommunen Posio i den ekonomiska regionen  Östra Lapplands ekonomiska region  och landskapet Lappland, i den norra delen av landet, 700 km norr om huvudstaden Helsingfors. Öns area är 0,3 hektar och dess största längd är 80 meter i sydöst-nordvästlig riktning.